# البوابة السويدية (ريغا)

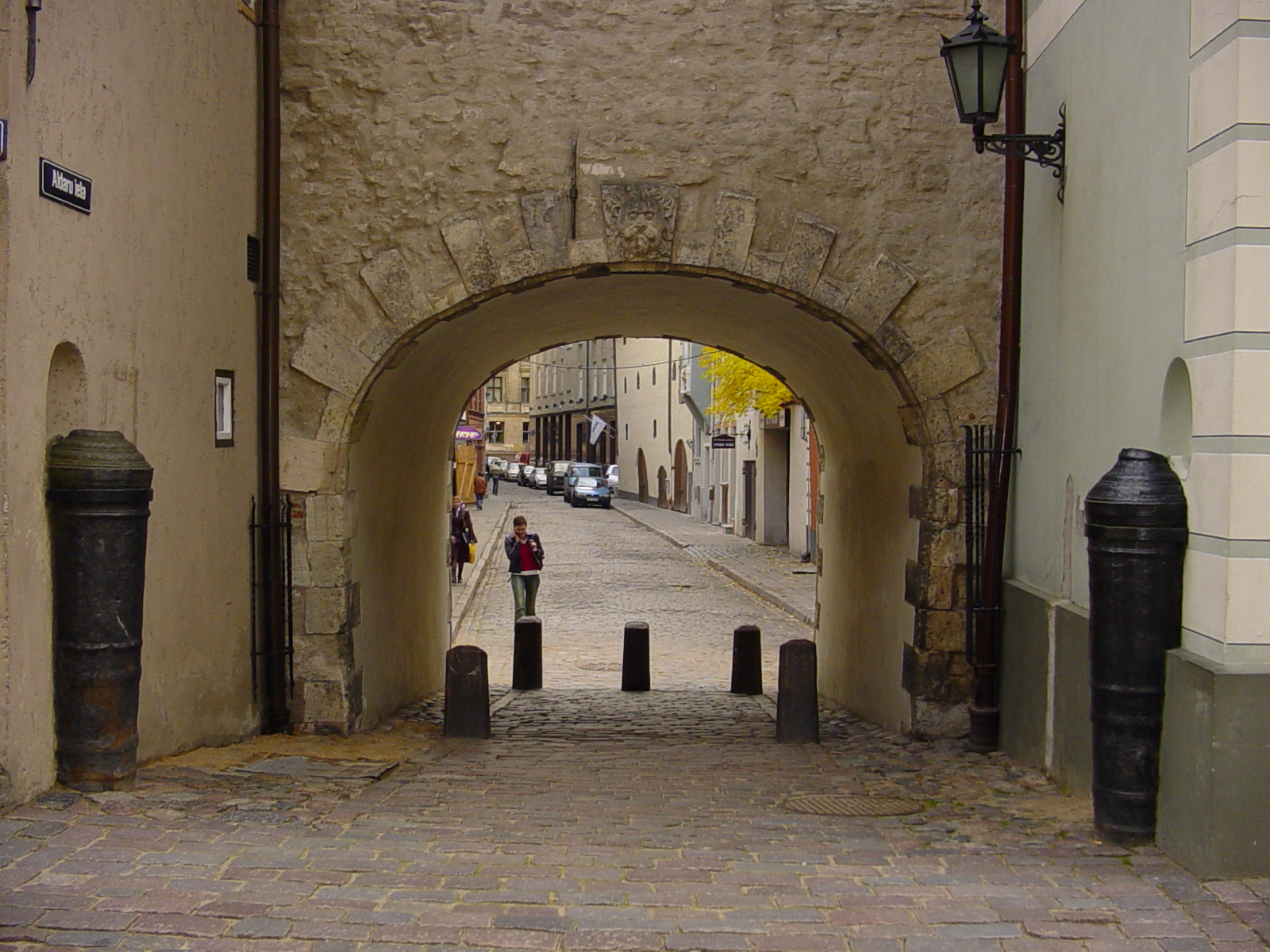
منظر امامي للبوابة السويدية في الوسط التاريخ في ريغا

البوابة السويدية في ريغا ( (باللاتفية: Zviedru vārti)‏ ) في ، لاتفيا ، وتم تشييده عام 1698 كجزء من جدار ريغا لتوفير الوصول إلى الثكنات خارج سور المدينة. يزور كيرت والاندر الموقع في رواية كلاب ريغا [الإنجليزية] الصادرة عام 1992.[بحاجة لمصدر]